# Шатозеро
Шатозеро — пресноводное озеро на территории Оштинского сельского поселения Вытегорского района Вологодской области.

## Общие сведения
Площадь озера — 2,6 км², площадь водосборного бассейна — 36,5 км². Располагается на высоте 225,2 метра над уровнем моря.
Форма озера лопастная, продолговатая: оно более чем на четыре километра вытянуто с юго-запада на северо-восток. Берега изрезанные, каменисто-песчаные, преимущественно возвышенные.
Из залива в юго-западной части Шатозера вытекает ручей без названия, который, протекая через Кумузьозеро, впадает в Долгозеро, из которого вытекает река Чёрная, впадающая в Палозеро, из которого, в свою очередь, берёт начало река Сондала, впадающая в реку Оять, левый приток Свири.
В озере более десяти безымянных островов различной площади, однако их количество может варьироваться в зависимости от уровня воды.
К западу от озера проходит дорога местного значения.
Населённые пункты вблизи водоёма отсутствуют.
Код объекта в государственном водном реестре — 01040100811102000015586.